# Auet dera Hònt deth Gresilhon
L'Auet dera Hònt deth Gresilhon (Abies alba) és un avet blanc que es troba a Es Bòrdes (la Vall d'Aran).

## Dades descriptives
- Perímetre del tronc a 1,30 m: 4,22 m.
- Perímetre de la base del tronc: 6,29 m.
- Alçada: 21,77 m.
- Amplada de la capçada: 11,09 m.
- Altitud sobre el nivell del mar: 1.299 m.[1]

## Entorn
És en una surgència d'aigua (hònt en aranès) força espectacular, amb gran diversitat de plantes aquàtiques, on destaca sobretot el creixen (en aranès, gresilhon) i, que per tant, dona nom a aquesta font. Es fan altres plantes a les zones d'esquitx de l'aigua, com ara l'aigüerola, l'angèlica, el card palustre, el creixen de cavall (Veronica beccabunga) i l'epilobi. Als entorns de la font hi predomina l'avetosa, amb alguna pícea i algun faig, i també hi trobem moixera de guilla, erable, avellaner, freixe de fulla gran, saüquer, grèvol, nabiu, el·lèbor verd, ortiga, tussílag, rogeta, falguera, herba fetgera, maduixera de bosc, plantatge, vinagrella i gerani pudent. És un hàbitat on són comuns la salamandra, el gaig, l'ermini i la marta, i que, de manera remarcable, visita l'os bru. A pocs metres de l'Avet de la Font, a l'altra banda de la carretera, hi ha un faig que supera els 4 metres de volta de canó.

## Aspecte general
Presenta un procés regressiu avançat i es troba en mal estat: una important part de la capçada està seca (sobretot, els dos ulls de creixement que té). Hi ha molts líquens barbulats a les branques i té dos grans forats a la soca, deguts al fet que algun pastor va fer focs a la soca en el passat. Això segurament ha estat el causant del decaïment de l'arbre.

## Accés
Des de Viella (N-230), trenquem al poble d'Es Bòrdes i agafem la carretera que duu a Era Artiga de Lin. Seguim uns cinc quilòmetres i, poc després de passar per l'ermita de Mair de Diu dera Artiga, ens trobarem, a peu de carretera, l'hònt deth Gresilhon i l'avet just al davant, a l'altra banda de l'asfalt. GPS 31T 0312185 4729128.